# 시로이시정 (미야기현)
시로이시정(白石町)은 미야기현 갓타군에 있던 정이다. 현재의 시로이시시 중앙부 도호쿠 본선 시라이시역 주변, 시라이시카와 중류 우안에 해당한다.
현재의 시라이시시는 1954년에 신설 합병에 의해서 성립한 것으로, 혼정과는 다른 자치체이다.

## 역사
- 1889년 4월 1일 - 정촌제 시행에 의해 시로이시정이 성립하였다.
- 1926년 3월 29일 - 시로카와촌의 고시타쿠라촌역을 편입하였다.
- 1954년 4월 1일 - 오다이라 촌, 사이카와 촌, 고스고 촌, 오타카사와 촌, 시라카와 촌, 후쿠오카 촌과 합병해 시로이시시가 성립하였다. 동일 시로이시정이 폐지되었다.

## 교통

### 철도
- 일본국유철도
  - 도호쿠 본선

### 도로
- 국도 4호선